# Zanokcica (paproć)
Zanokcica (Asplenium L.) – rodzaj roślin należących do rodziny zanokcicowatych (Aspleniaceae). Rodzaj liczy ponad 720 gatunków. Są to paprocie naziemne i epifityczne o kosmopolitycznym zasięgu. Liczne gatunki uprawiane są jako rośliny ozdobne w ogrodach skalnych, szklarniach i jako rośliny pokojowe (najczęściej zanokcica gniazdowa Asplenium nidus).

## Systematyka
Rodzaj jest we współczesnych ujęciach systematycznych jednym tylko z dwóch w obrębie rodziny. Włączono do niego szereg rodzajów dawniej wyodrębnianych, w tym m.in.: śledzionkę (Ceterach) i języcznik (Phyllitis).
Gatunki flory Polski
- zanokcica ciemna (Asplenium adiantum-nigrum L.)
- zanokcica klinowata (Asplenium cuneifolium Viv.)
- zanokcica murowa (Asplenium ruta-muraria L.)
- zanokcica niemiecka (Asplenium ×alternifolium Wulfen)
- zanokcica północna (Asplenium septentrionale (L.) Hoffm.)
- zanokcica serpentynowa (Asplenium adulterinum Milde)
- zanokcica skalna (Asplenium trichomanes L.)
- zanokcica wielołatkowa (Asplenium ×centovallense D.E. Meyer)
- zanokcica zielona (Asplenium viride Huds.)
- zanokcica języcznik, języcznik zwyczajny (Asplenium scolopendrium L.)

Jako gatunek przejściowo dziczejący w Polsce wymieniana jest zanokcica śledzionka (Asplenium ceterach L.).